# یک قهرمان روستایی
یک قهرمان روستایی (انگلیسی: A Country Hero) فیلمی کوتاه به کارگردانی راسکو آرباکل محصول سال ۱۹۱۷ کشور ایالات متحده آمریکا است.

## بازیگران
- راسکو آرباکل
- باستر کیتون
- ال سنت جان
- آلیس لیک
- جو کیتون
- اسکات پمبروک
- ناتالی تالمج (در عنوان‌بندی نیامده)